# گلن کورتیس
گلن کورتیس (انگلیسی: Glenn Curtiss؛ ۲۱ مه ۱۸۷۸ – ۲۳ ژوئیهٔ ۱۹۳۰) خلبان، مهندس، دوچرخه‌سوار، راننده خودروی مسابقه‌ای و مخترع اهل ایالات متحده آمریکا بود.